# Олимпийский велотрек Афин
Олимпийский велотрек Афин (греч. Ολυμπιακό Ποδηλατοδρόμιο Αθήνας, англ. Athens Olympic Velodrome) — крытый велотрек, расположен в пригорода Афин Амарусион (Греция). В 1896 году принимал соревнования первых летних Олимпийских игр.

## История
Старый велотрек в Афинах находилась на месте стадиона Караискакис, но для расширения стадиона её пришлось ликвидировать. Поэтому в конце 80-х был построен новый велотрек спроектированный австралийским архитектором велотреков Роном Уэббом. Открытие велотрека состоялось в 1991 году по случаю проведения XI Средиземноморских игр 1991 года. Первоначально велотрек называлося "Велодром Константинидис" (англ. Velodrome Konstantinidis) в честь греческого велосипедиста Аристидиса Константинидиса, первого современного олимпийского чемпиона 1896 года.
Перед летними Олимпийскими играми 2004 года был реконструирован. Он получил характерную двойную крышу, накрывающую трибуны с каждой стороны, спроектированную испанским архитектором Сантьяго Калатравой и не имел боковых стен для лучшей вентиляции. Его вместимость составила 5200 мест, хотя на Олимпийских играх 2004 года было доступно только 3300 мест. Реконструкция был завершена 30 мая 2004 года и велотрек снова был официально открыт 30 июля 2004 года.
В 2006 году открытые стены застеклили закрыли стеклом, чтобы сделать его использование более независимым от погодных условий и олимпийская велотрек превратилась в закрытый. 
Покрытие трека сделано из африканской твердой древесины афцелии, имеет длину 250 метров и ширину 7,5 метров. Наклон прямой составляет 13 градусов, а виражей 45 градусов. Велотрек принадлежит Афинскому олимпийскому спортивному комплексу (OAKA).

## Соревнования
- 1991: Средиземноморские игры
- 1992: Чемпионат мира по трековому велоспорту среди юниоров
- 1995-1996-1997: Кубок мира по трековому велоспорту
- 1999: Чемпионат мира по трековому велоспорту среди юниоров
- 2004: Олимпийские игры
- 2004: Паралимпийские игры
- 2006: Чемпионат Европы по трековому велоспорту среди андеров и юниоров
- 2015: Чемпионат Европы по трековому велоспорту среди андеров и юниоров
- Ежегодно чемпионат Греции по трековому велоспорту